# 皮赛地区圣索沃尔
皮赛地区圣索沃尔（法語：Saint-Sauveur-en-Puisaye，法語發音：[sɛ̃ sovœʁ ɑ̃ pɥizɛ] ⓘ），或纯音译作圣索沃尔昂皮赛，是法国勃艮第-弗朗什-孔泰大区约讷省的一个市镇，位于该省西南部，属于欧塞尔区。

## 地理
皮赛地区圣索沃尔（47°37'6"N, 3°11'50"E）面积30.89 平方千米，位于法国勃艮第-弗朗什-孔泰大區约讷省，该省份为法国中北部内陆省份，西接卢瓦雷省，西北接塞纳-马恩省，南至涅夫勒省，东临科多尔省，东北与奥布省接壤。
与皮赛地区圣索沃尔接壤的市镇（或旧市镇、城区）包括：梅济耶、皮赛地区穆捷、方丹、龙谢尔、皮赛地区圣。

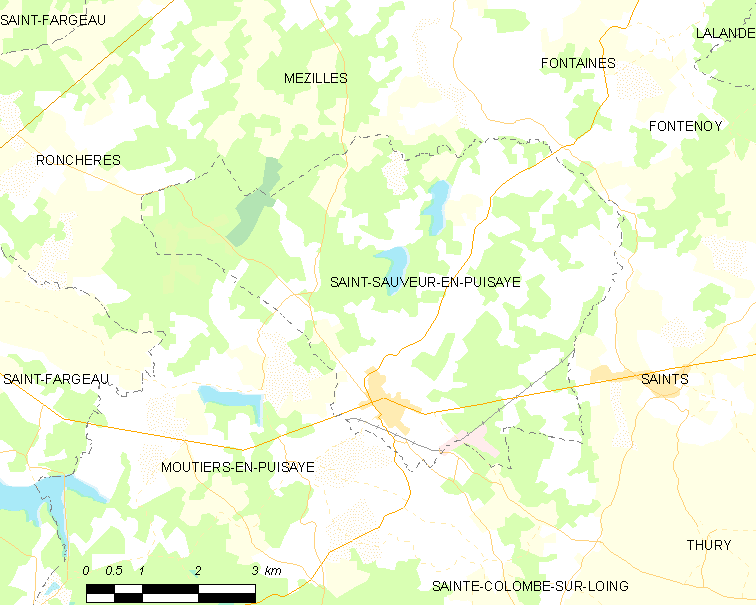
皮赛地区圣索沃尔的OSM定位图

皮赛地区圣索沃尔的时区为UTC+01:00、UTC+02:00（夏令时）。

## 行政
皮赛地区圣索沃尔的邮政编码为89520，INSEE市镇编码为89368。

## 政治
皮赛地区圣索沃尔所属的省级选区为万塞勒县。

## 人口

1962-2008年间皮赛地区圣索沃尔人口变化图示

皮赛地区圣索沃尔于2022年1月1日时的人口数量为907人。